# Zilchiopsis
Zilchiopsis is een geslacht van kreeftachtigen uit de klasse van de Malacostraca (hogere kreeftachtigen).

## Soorten
- Zilchiopsis chacei
- Zilchiopsis collastinensis (Pretzmann, 1968)
- Zilchiopsis cryptoda (Ortmann, 1893)
- Zilchiopsis oronensis (Pretzmann, 1968)